# Bản vị bạc

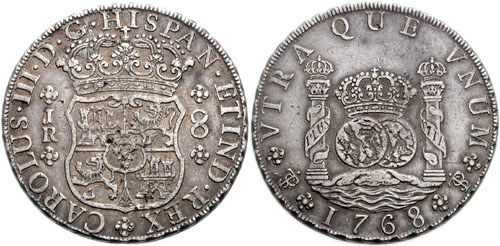
Tiền xu 8 reale bằng bạc của đế quốc Tây Ban Nha in năm 1768

Bản vị bạc hay còn gọi là ngân bản vị là hệ thống tiền tệ của một quốc gia lấy bạc làm thước đo giá trị và phương tiện lưu thông tiền tệ. Bản vị bạc là hệ thống phổ biến trước thế kỷ 19; sau bị nhiều quốc gia thay thế bằng bản vị vàng.

## Hy Lạp cổ đại
Kim loại đầu tiên được dùng làm tiền tệ là bạc cách đây hơn 4.000 năm, vào thời mà các thỏi bạc được dùng trong trao đổi thương mại. Vào thời kỳ huy hoàng của đế chế Athena, đồng bạc tetradrachm của thành bang Athena là đồng xu đầu tiên đạt được vị thế "tiêu chuẩn quốc tế" trong thương mại toàn vùng Địa Trung Hải.

## Trung Quốc
Trung Quốc sử dụng bạc, cùng với các loại hợp kim đồng đúc, làm đơn vị tiền tệ đầu tiên là vào thời nhà Hán (206 TCN-220 CN). Trước thời nhà Tống (960-1280), người Trung Quốc dùng bạc thoi chủ yếu như một phương tiện tích trữ của cải. Vào thời nhà Nguyên, các thỏi bạc được đúc thành dạng thuyền hoặc hài, và được gọi là "Nguyên bảo" (元寶) - nghĩa là "bảo vật nhà Nguyên". Các thỏi bạc trong các thế kỷ sau cũng có hình dạng này. Tiền giấy được phát hành lần đầu tiên vào thời Minh sơ (1368-1644), nhưng vào năm 1436, khai niên của Minh Anh Tông, chính quyền chính thức bắt đóng thuế bằng bạc. Từ thời Minh mạt đến thời nhà Thanh (1644-1911), người ta chủ yếu dùng các bạc thoi trong các giao dịch ngoại thương cho đến khi đồng xu bằng bạc hiện đại được đúc vào năm 1889.
Ngân bản vị được chính quyền cộng hòa mới thành lập của Trung Quốc đưa vào luật vào năm 1914, trong đó 1 "nguyên" bằng 7 "tiền" 2 "phân" bạc tốt loại 0,9. Tuy nhiên, đến năm 1935, ngân bản vị chính thực bị bãi bỏ để phát hành bốn loại tiền giấy quốc gia. Trung Quốc có lẽ là quốc gia cuối cùng bãi bỏ chế độ ngân bản vị.